# Juda IV.
Juda IV. bzw. Jehuda IV. war jüdischer Patriarch von ca. 380–400.

## Leben
Juda IV. gehörte zur dritten Generation der Amoräer. Er war Sohn und Nachfolger von Gamaliel V. als Nasi. Juda III. ist auch bekannt als Juda Nesi'a ha-Schlischi und von Juda I. zu unterscheiden, der Jehuda ha-Nasi oder Rabban genannt wurde.